# Sportverein Meppen 1912 1987-1988
Questa voce raccoglie le informazioni riguardanti lo Sportverein Meppen 1912 nelle competizioni ufficiali della stagione 1987-1988.

## Stagione
Nella stagione 1987-1988 il Meppen, allenato da Rainer Persike, concluse il campionato di 2. Bundesliga al 14º posto.

## Rosa
| N. |                        | Ruolo | Calciatore       |
| -- | ---------------------- | ----- | ---------------- |
|    | Germania (bandiera)    | P     | Hubert Koopmann  |
|    | Germania (bandiera)    | P     | Hermann Rülander |
|    | Germania (bandiera)    | D     | Horst Bruns      |
|    | Stati Uniti (bandiera) | D     | Paul Caligiuri   |
|    | Germania (bandiera)    | D     | Bernd Deters     |
|    | Germania (bandiera)    | D     | Hermann Eiting   |
|    | Germania (bandiera)    | D     | Frank Faltin     |
|    | Germania (bandiera)    | D     | Matthias Mirtelj |
|    | Germania (bandiera)    | D     | Eckhard Vorholt  |
|    | Germania (bandiera)    | C     | Andreas Aepken   |
|    | Germania (bandiera)    | C     | Thomas Böttche   |

| N. |                      | Ruolo | Calciatore            |
| -- | -------------------- | ----- | --------------------- |
|    | Germania (bandiera)  | C     | Gerd Heuermann        |
|    | Finlandia (bandiera) | C     | Marko Myyry           |
|    | Germania (bandiera)  | C     | Jürgen Prange         |
|    | Germania (bandiera)  | C     | Helmut Rolfes         |
|    | Germania (bandiera)  | C     | Werner Rusche         |
|    | Germania (bandiera)  | C     | Dietmar Sulmann       |
|    | Germania (bandiera)  | C     | Reinhold Tattermusch  |
|    | Germania (bandiera)  | A     | Wolfgang Hohmann      |
|    | Germania (bandiera)  | A     | Josef Menke           |
|    | Germania (bandiera)  | A     | Robert Thoben         |
|    | Germania (bandiera)  | A     | Martin van der Pütten |

## Organigramma societario
Area tecnica
- Allenatore: Rainer Persike
- Allenatore in seconda:
- Preparatore dei portieri:
- Preparatori atletici:

## Calciomercato

### Sessione estiva
| Acquisti | Acquisti       | Acquisti  | Acquisti |
| R.       | Nome           | da        | Modalità |
| -------- | -------------- | --------- | -------- |
| D        | Paul Caligiuri | Amburgo   |          |
| C        | Jürgen Prange  | Stoccarda |          |
| C        | Marko Myyry    | Haka      |          |

| Cessioni | Cessioni | Cessioni | Cessioni |
| R.       | Nome     | a        | Modalità |
| -------- | -------- | -------- | -------- |

### Sessione invernale
| Acquisti | Acquisti | Acquisti | Acquisti |
| R.       | Nome     | da       | Modalità |
| -------- | -------- | -------- | -------- |

| Cessioni | Cessioni | Cessioni | Cessioni |
| R.       | Nome     | a        | Modalità |
| -------- | -------- | -------- | -------- |

## Risultati

### 2. Bundesliga

#### Girone di andata
| Arbitro: | Strigel |

|                               |           |  |
| Müller 18’ Hahn 56’ Kloss 65’ | Marcatori |  |

| Arbitro: | Barnick |

|                                   |           |              |
| Menke 31’, 75’ van der Pütten 46’ | Marcatori | 5’, 12’ Gede |

| Arbitro: | Löwer |

|                |           |                         |
| Regenbogen 65’ | Marcatori | 28’ Böttche 73’ Sulmann |

| Arbitro: | Retzmann |

|  |           |                         |
|  | Marcatori | 30’ Strack 82’ Seeliger |

| Arbitro: | Amerell |

|                                                                          |           |                                          |
| Wulfmeier 18’ Fischer 65’ Reimann 68’ Köhler 77’ (rig.), 86’ Schmidt 89’ | Marcatori | 26’ van der Pütten 30’ Sulmann 90’ Menke |

| Arbitro: | Neumann |

|                                                  |           |                    |
| Rusche 40’ van der Pütten 45’ Vorholt 75’ (rig.) | Marcatori | 24’, 32’, 48’ Sané |

| Arbitro: | Birlenbach |

|                                              |           |                           |
| Vorholt 2’ (rig.) Tattermusch 13’ Prange 88’ | Marcatori | 4’ Grahl 52’ Westerwinter |

| Bochum 1º settembre 1987, ore 15:00 CEST 8ª giornata | Wattenscheid 09 | 0 – 0 referto | Meppen | Lohrheidestadion (2 000 spett.)\| Arbitro: \| Malbranc \| |
| Arbitro:                                             | Malbranc        |               |        |                                                           |

| Arbitro: | Krug |

|            |           |          |
| Thoben 34’ | Marcatori | 20’ Kuhl |

| Arbitro: | Reinstädtler |

|                                                                |           |                             |
| Hein 29’, 44’ Forster 32’ Vollmer 58’ Grabosch 79’ Kmiecik 83’ | Marcatori | 26’, 56’ Sulmann 72’ Thoben |

| Arbitro: | Richmann |

|                    |           |               |
| van der Pütten 71’ | Marcatori | 81’ Bargfrede |

| Arbitro: | Weber |

|                                          |           |  |
| Schlumberger 67’, 69’ Brefort 84’ (rig.) | Marcatori |  |

| Arbitro: | Kasper |

|                     |           |  |
| Bruns 6’ Prange 85’ | Marcatori |  |

| Arbitro: | Kautschor |

|                       |           |            |
| Steubing 2’ Rudić 78’ | Marcatori | 90’ Rusche |

| Arbitro: | Kröger |

|            |           |             |
| Rusche 76’ | Marcatori | 51’ Biernat |

| Arbitro: | Fux |

|                     |           |                     |
| Glöde 26’, 46’, 73’ | Marcatori | 21’ Menke 35’ Myyry |

| Arbitro: | Dardenne |

|           |           |  |
| Myyry 45’ | Marcatori |  |

| Arbitro: | Berg |

|  |           |             |
|  | Marcatori | 11’ Vorholt |

| Arbitro: | Merk |

|           |           |  |
| Myyry 50’ | Marcatori |  |

#### Girone di ritorno
| Arbitro: | Müller |

|                                         |           |                               |
| Vorholt 45’ (rig.) Faltin 66’ Menke 75’ | Marcatori | 31’, 72’ Wieczorek 54’ Müller |

| Arbitro: | Kentsch |

|               |           |           |
| Hutwelker 17’ | Marcatori | 81’ Myyry |

| Arbitro: | Osmers |

|                    |           |           |
| van der Pütten 68’ | Marcatori | 24’ Röber |

| Arbitro: | Bauer |

|                                       |           |           |
| Wójtowicz 14’ Demandt 87’, 90’ (rig.) | Marcatori | 72’ Myyry |

| Arbitro: | Rubel |

|                                           |           |                        |
| Sulmann 52’ Eiting 82’ van der Pütten 84’ | Marcatori | 70’ Fischer 78’ Kremer |

| Arbitro: | Kruse |

|                                 |           |                      |
| Schweizer 7’, 62’, 81’ Kurt 80’ | Marcatori | 84’ Menke 88’ Thoben |

| Arbitro: | Kautschor |

|                           |           |  |
| Westerwinter 6’ Ozaki 59’ | Marcatori |  |

| Arbitro: | Birlenbach |

|                                |           |            |
| Vorholt 65’ (rig.) Sulmann 65’ | Marcatori | 31’ Kügler |

| Arbitro: | Löwer |

|                 |           |            |
| Emig 41’ (rig.) | Marcatori | 35’ Thoben |

| Arbitro: | Neumann |

|                    |           |             |
| van der Pütten 85’ | Marcatori | 26’ Vollmer |

| Arbitro: | Schmidt |

|                       |           |  |
| Wenzel 32’ Zander 40’ | Marcatori |  |

| Arbitro: | Gochermann |

|                                  |           |                                  |
| Caligiuri 40’ van der Pütten 90’ | Marcatori | 15’, 70’ Schlumberger 22’ Gaedke |

| Arbitro: | Dellwing |

|  |           |                    |
|  | Marcatori | 41’ van der Pütten |

| Arbitro: | Föckler |

|                                               |           |                           |
| van der Pütten 10’, 66’ Sulmann 31’ Bruns 57’ | Marcatori | 41’ Perfetto 43’ Steubing |

| Arbitro: | Müller |

|                        |           |                |
| Basten 28’ Biernat 69’ | Marcatori | 4’ (aut.) Korb |

| Arbitro: | Amerell |

|                                                |           |  |
| Menke 4’ Vorholt 30’ (rig.) van der Pütten 74’ | Marcatori |  |

| Arbitro: | Weber |

|                               |           |  |
| Rohrbacher 30’ Steininger 67’ | Marcatori |  |

| Arbitro: | Kriegelstein |

|  |           |                              |
|  | Marcatori | 63’ Schneider 86’ von Aufseß |

| Arbitro: | Schmidhuber |

|                                                  |           |           |
| Zschau 31’ Gries 35’ Klock 56’ Faltin 65’ (aut.) | Marcatori | 90’ Menke |

## Statistiche

### Statistiche di squadra
| Competizione  | Punti | In casa | In casa | In casa | In casa | In casa | In casa | In trasferta | In trasferta | In trasferta | In trasferta | In trasferta | In trasferta | Totale | Totale | Totale | Totale | Totale | Totale | DR  |
| Competizione  | Punti | G       | V       | N       | P       | Gf      | Gs      | G            | V            | N            | P            | Gf           | Gs           | G      | V      | N      | P      | Gf     | Gs     | DR  |
| ------------- | ----- | ------- | ------- | ------- | ------- | ------- | ------- | ------------ | ------------ | ------------ | ------------ | ------------ | ------------ | ------ | ------ | ------ | ------ | ------ | ------ | --- |
| 2. Bundesliga | 34    | 19      | 9       | 7       | 3       | 35      | 27      | 19           | 3            | 3            | 13           | 20           | 45           | 38     | 12     | 10     | 16     | 55     | 72     | -17 |
| Totale        | 34    | 19      | 9       | 7       | 3       | 35      | 27      | 19           | 3            | 3            | 13           | 20           | 45           | 38     | 12     | 10     | 16     | 55     | 72     | -17 |

### Andamento in campionato
| Giornata  | 1  | 2  | 3 | 4  | 5  | 6  | 7  | 8  | 9  | 10 | 11 | 12 | 13 | 14 | 15 | 16 | 17 | 18 | 19 | 20 | 21 | 22 | 23 | 24 | 25 | 26 | 27 | 28 | 29 | 30 | 31 | 32 | 33 | 34 | 35 | 36 | 37 | 38 |
| --------- | -- | -- | - | -- | -- | -- | -- | -- | -- | -- | -- | -- | -- | -- | -- | -- | -- | -- | -- | -- | -- | -- | -- | -- | -- | -- | -- | -- | -- | -- | -- | -- | -- | -- | -- | -- | -- | -- |
| Luogo     | T  | C  | T | C  | T  | C  | C  | T  | C  | T  | C  | T  | C  | T  | C  | T  | C  | T  | C  | C  | T  | C  | T  | C  | T  | T  | C  | T  | C  | T  | C  | T  | C  | T  | C  | T  | C  | T  |
| Risultato | P  | V  | V | P  | P  | N  | V  | N  | N  | P  | N  | P  | V  | P  | N  | P  | V  | V  | V  | N  | N  | N  | P  | V  | P  | P  | V  | N  | N  | P  | P  | V  | V  | P  | V  | P  | P  | P  |
| Posizione | 18 | 13 | 9 | 14 | 17 | 16 | 13 | 13 | 12 | 15 | 14 | 15 | 13 | 16 | 16 | 17 | 14 | 13 | 11 | 11 | 12 | 12 | 12 | 12 | 12 | 12 | 12 | 12 | 12 | 13 | 14 | 12 | 11 | 11 | 11 | 12 | 13 | 14 |

Legenda:

Luogo: C = Casa; T = Trasferta. Risultato: V = Vittoria; N = Pareggio; P = Sconfitta.

### Statistiche dei giocatori
| A. Aepken         | 1  | 0  | 0  | 0 |
| H. Bruns          | 35 | 2  | 10 | 0 |
| T. Böttche        | 34 | 1  | 7  | 0 |
| P. Caligiuri      | 21 | 1  | 3  | 0 |
| B. Deters         | 8  | 0  | 1  | 0 |
| H. Eiting         | 19 | 1  | 3  | 0 |
| F. Faltin         | 34 | 1  | 7  | 0 |
| G. Heuermann      | 18 | 0  | 2  | 0 |
| W. Hohmann        | 2  | 0  | 0  | 0 |
| H. Koopmann       | 18 | 0  | 2  | 0 |
| J. Menke          | 37 | 8  | 0  | 0 |
| M. Mirtelj        | 4  | 0  | 0  | 0 |
| M. Myyry          | 23 | 5  | 1  | 0 |
| J. Prange         | 27 | 2  | 4  | 0 |
| H. Rolfes         | 8  | 0  | 1  | 0 |
| W. Rusche         | 30 | 3  | 6  | 0 |
| H. Rülander       | 20 | 0  | 3  | 0 |
| D. Sulmann        | 30 | 7  | 3  | 0 |
| R. Tattermusch    | 22 | 1  | 2  | 0 |
| R. Thoben         | 31 | 4  | 2  | 0 |
| E. Vorholt        | 34 | 6  | 8  | 0 |
| M. van der Pütten | 29 | 12 | 2  | 0 |